# Pulse (filme de 1995)
Pulse (estilizado como 'P*U*L*S*E') é um filme musical do Pink Floyd do show do dia 20 de Outubro de 1994 no Earls Court Exhibition Centre,Londres,durante a The Division Bell Tour.
Originalmente lançado em VHS e Laserdisc em 1995,se tornou disponível em DVD em 2006.
A edição em DVD contém vários extras especiais.
O planejamento para o lançamento do DVD era para 22 de Setembro de 2005,mas foi mudado para o dia 10 de Julho de 2006 no Reino Unido e na Europa, e para o dia 11 de Julho de 2006 para todo o resto.
No atual concerto,"Another Brick in the Wall pt.2" e "One of These Days" ambas procedem o set de Dark Side of the Moon,no laserdisc, elas foram movidas para imediatamente depois. Elas retornaram a ordem original na edição de DVD.

## Faixas do DVD

### Concerto
Disco Um
1. "Shine On You Crazy Diamond" (Concert version) (Gilmour/Waters/Wright)
2. "Learning to Fly" (Gilmour/Moore/Ezrin/Carin)
3. "High Hopes" (Gilmour/Samson)
4. "Take It Back" (Gilmour/Ezrin/Samson/Laird-Clowes)
5. "Coming Back to Life" (Gilmour)
6. "Sorrow" (Gilmour)
7. "Keep Talking" (Gilmour/Wright/Samson)
8. "Another Brick in the Wall (Part 2)" (Waters)
9. "One of These Days" (Gilmour/Mason/Waters/Wright)

Disco Dois
1. "Speak to Me" (Mason)
2. "Breathe" (Gilmour/Waters/Wright)
3. "On the Run" (Gilmour/Waters)
4. "Time" (Gilmour/Mason/Waters/Wright)
5. "The Great Gig in the Sky" (Wright/Clare Torry)
6. "Money" (Waters)
7. "Us and Them" (Waters/Wright)
8. "Any Colour You Like" (Gilmour/Mason/Wright)
9. "Brain Damage" (Waters)
10. "Eclipse" (Waters)
11. "Wish You Were Here" (Gilmour/Waters)
12. "Comfortably Numb" (Gilmour/Waters)
13. "Run Like Hell" (Gilmour/Waters)

### Bonûs especiais
Bootlegging the Bootleggers:
1. "What Do You Want from Me ?" (Gilmour/Wright/Samson)
2. "On the Turning Away" (Gilmour/Moore)
3. "Poles Apart" (Gilmour/Wright/Samson/Laird-Clowes)
4. "Marooned" (Gilmour/Wright)

Screen films:
1. "Shine On You Crazy Diamond"
2. "Learning to Fly"
3. "High Hopes"
4. "Speak to Me" (graphic)
5. "On the Run"
6. "Time" (1994)
7. "The Great Gig in the Sky" (wave)
8. "Money" (1987)
9. "Us and Them" (1987)
10. "Brain Damage"
11. "Eclipse"
12. Alternate versions:
  1. "Time" (Ian Eames)
  2. "Money" (Alien)
  3. "Speak to Me" (1987)
  4. "The Great Gig in the Sky" (animation)
  5. "Us and Them" (1994)

Video-clipes: "Learning to Fly" e "Take It Back"
Por trás das cameras: "Say Goodbye to Life as We Know It"
Cerimônia Rock and Roll Hall of Fame, EUA 1996, incluindo "Wish You Were Here" com Billy Corgan
Outros:
1. Caleria de fotos
2. Arte da capa
3. Pulse TV advertisement [1995]
4. Mapas da turnê
5. Itinerary
6. Stage plans

## Faixas do VHS
1. "Shine On You Crazy Diamond" (Waters/Wright/Gilmour)
2. "Learning to Fly" (Gilmour/Moore/Ezrin/Carin)
3. "High Hopes" (Gilmour/Samson)
4. "Take It Back" (Gilmour/Ezrin/Samson/Laird-Clowes)
5. "Coming Back to Life" (Gilmour)
6. "Sorrow" (Gilmour)
7. "Keep Talking" (Gilmour/Wright/Samson)
8. "Another Brick in the Wall (Part 2)" (Waters)
9. "One of These Days" (Waters/Wright/Gilmour/Mason)
10. "Speak to Me" (Mason)
11. "Breathe" (Waters/Gilmour/Wright)
12. "On the Run" (Gilmour/Waters)
13. "Time" (Mason/Waters/Wright/Gilmour)
14. "The Great Gig in the Sky" (Wright/Torry)
15. "Money" (Waters)
16. "Us and Them" (Waters/Wright)
17. "Any Colour You Like" (Gilmour/Mason/Wright)
18. "Brain Damage" (Waters)
19. "Eclipse" (Waters)
20. "Wish You Were Here" (Waters/Gilmour)
21. "Comfortably Numb" (Gilmour/Waters)
22. "Run Like Hell" (Gilmour/Waters)

## Faixas do Laserdisc
Devido á limites de espaço,as faixas "Another Brick in the Wall pt.2" e "One of These Days" foram movidas para logo após a canção "Eclipse".
1. "Shine On You Crazy Diamond" (Waters/Wright/Gilmour)
2. "Learning to Fly" (Gilmour/Moore/Ezrin/Carin)
3. "High Hopes" (Gilmour/Samson)
4. "Take It Back" (Gilmour/Ezrin/Samson/Laird-Clowes)
5. "Coming Back to Life" (Gilmour)
6. "Sorrow" (Gilmour)
7. "Keep Talking" (Gilmour/Wright/Samson)
8. "Speak to Me" (Mason)
9. "Breathe" (Waters/Gilmour/Wright)
10. "On the Run" (Gilmour/Waters)
11. "Time" (Mason/Waters/Wright/Gilmour)
12. "The Great Gig in the Sky" (Wright/Torry)
13. "Money" (Waters)
14. "Us and Them" (Waters/Wright)
15. "Any Colour You Like" (Gilmour/Mason/Wright)
16. "Brain Damage" (Waters)
17. "Eclipse" (Waters)
18. "Another Brick in the Wall (Part 2)" (Waters)
19. "One of These Days" (Waters/Wright/Gilmour/Mason)
20. "Wish You Were Here" (Waters/Gilmour)
21. "Comfortably Numb" (Gilmour/Waters)
22. "Run Like Hell" (Gilmour/Waters)

## Edições de DVD
A edição em DVD teve algumas imagens re-editadas da edição original de 1995. Durante a "The Division Bell Tour" a palavra "Enigma" ou as palavras "Publius Enigma"(Enigma de Publius) podiam ser vistas em parte do palco (as vezes era escrita nas luzes, ou no telão). Essas palavras tinham conexão com a competição e enigma em torno do álbum e turnê The Division Bell. 
No show do dia 20 de Outubro de 1994,durante Another Brick in the Wall pt.2,o telão mostra a palavra "Enigma" enquanto "E=MC2" foi o que apareceu no telão em todos os outros shows,"Enigma" é mostrada nas edições de 1995. Na versão de DVD, a palavra "E=MC²" foi colocada no lugar de 'Enigma', mas mesmo assim, se pausar o DVD no momento correto, "Enigma" ainda é visível.

## Créditos
- David Gilmour- guitarras,vocais
- Nick Mason- bateria
- Richard Wright- teclados,vocais

com:
- Sam Brown- backing vocals
- Jon Carin- teclados,vocais
- Claudia Fontaine- backing vocals
- Durga McBroom- backing vocals
- Dick Parry- saxofone
- Guy Pratt- baixo,vocals
- Tin Renwick- guitarras,vocais
- Gary Wallis- percussão

## Certificações
| País / Certificadora  | Certificação | Vendas  |
| --------------------- | ------------ | ------- |
| Austrália / ARIA      | 9× Platina   | 135,000 |
| Áustria / IFPI        | Platina      | 10,000  |
| Brasil / ABPD         | Diamante     | 125,000 |
| Canadá / Music Canada | 2× Platina   | 100,000 |
| Finlândia / IFPI      | Ouro         | 6,641   |
| França / SNEP         | Diamante     | 60,000  |
| Países Baixos / NVPI  | Ouro         | 40,000  |
| Polónia / ZPAV        | 3× Platina   | 60,000  |
| Portugal / AFP        | 4× Platina   | 30,000  |
| Reino Unido / BPI     | 2× Platina   | 100,000 |
| Estados Unidos / RIAA | 8× Platina   | 800,000 |

## Notes and references
1. ↑  http://www.aria.com.au/pages/ARIACharts-Accreditations-2007DVD.htm
2. ↑  IFPI Austria, Verband der Österreichischen Musik Wirtschaft
3. ↑  ABPD - Associação Brasileira de Produtores de Discos
4. ↑  CRIA Certified Awards
5. ↑  IFPI
6. ↑  «SNEP». Consultado em 17 de setembro de 2011. Arquivado do original em 19 de março de 2014
7. ↑  «NVPI, de branchevereniging van de entertainmentindustrie - Goud/Platina Video». Consultado em 9 de abril de 2010. Arquivado do original em 20 de agosto de 2009
8. ↑  «Artistas & Espectáculos 2008 . Top Associação Fonográfica Portuguesa». Consultado em 9 de abril de 2010. Arquivado do original em 4 de junho de 2012
9. ↑  BPI Certified Awards

## Lins externos
- Site oficial do filme
- Pulse. no IMDb.